# Velîka Skelova, Svitlovodsk
Velîka Skelova (în ucraineană Велика Скельова) este localitatea de reședință a comunei Velîka Skelova din raionul Svitlovodsk, regiunea Kirovohrad, Ucraina.

## Demografie
Componența lingvistică a localității Velîka Skelova
     Ucraineană (92,34%)
     Rusă (7,48%)
Conform recensământului din 2001, majoritatea populației localității Velîka Skelova era vorbitoare de ucraineană (92,34%), existând în minoritate și vorbitori de rusă (7,48%).